# Konrad Fischer (Politiker, 1948)
Konrad „Conny“ Fischer (* 1948) ist ein deutscher Fischereimeister und Politiker. Er ist Gründer und Vorsitzender der Maritimen Union Deutschlands und war deren Spitzenkandidat bei der Landtagswahl in Schleswig-Holstein 2012.

## Leben
Konrad Fischer betreibt die Fischerei seit seinem 14. Lebensjahr. Sowohl seine Vorfahren als auch die seiner Ehefrau gingen diesem Beruf nach. Sein Sohn Stefan erlernte ihn ebenso, ist heute aber auf einem Forschungsschiff beschäftigt. Konrad Fischer betreibt einen anerkannten Ausbildungsbetrieb zum Fischer.
Fischer betreibt einen aktiven Fischkutter und als Hafenkneipe einen historischen Fischkutter aus der Zeit des Zweiten Weltkriegs in Heikendorf. Den aktiven Kutter kaufte seine Ehefrau aus der Insolvenzmasse, nachdem er selbst aufgrund von Steuernachzahlungen in Höhe von 143.000 Euro nach einer Betriebsprüfung Insolvenz angemeldet hatte. In der Folge gründete er die Maritime Union Deutschland, um „hier am System was ändern (zu) können“. Seine Forderungen im Landtagswahlkampf 2012 hatten fast ausschließlich Verbesserungen der Lage der Fischerei und der Werftindustrie zum Thema. Bei der Landtagswahl erreichte Fischers Partei 0,1 Prozent der Stimmen.
2014 wurde noch einmal über Fischer berichtet. Dieser hatte eine 101 Jahre alte Flaschenpost als Beifang gefunden, die im Guinness-Buch der Rekorde als älteste der Welt aufgeführt wurde (Stand: 2014). Um dringende Reparaturen an seinem Boot ausführen zu können, versteigerte er die Flaschenpost bei Ebay, brach die Auktion jedoch kurz vor deren Ende bei einem Höchstgebot von 3600 Euro ab. Den Erben des ursprünglichen Versenders gelang es mit Hilfe eines unbekannten Spenders, die Flasche für einen vierstelligen Eurobetrag für das Internationale Maritime Museum Hamburg zu erwerben.
Konrad Fischer wohnt in Mönkeberg.